# Rise and Fall, Rage and Grace
Rise and Fall, Rage and Grace — восьмий альбом американської панк-рок-групи The Offspring. Дата релізу — 11 червня 2008 року в Японії, 16 червня в Європі, 17 червня в США. Це перщий студійний альбом гурту за 4,5 роки, що стало найдовшою перервою між альбомами The Offspring. Дату релізу кілька разів переносили, відтоді, як його вперше анонсував вокаліст Декстер Голланд 2004 року. Запис і зведення альбому тривали майже два роки — довше, ніж робота над будь-яким із попередніх дисків The Offspring. Прем'єра альбому відбулась 9 червня 2008 року в Інтернеті: його можна було послухати повністю на офіційній сторінці The Offspring на сайті iMeem.com.

## Список композицій
Цей список композицій опублікований на офіційному сайті гурту 24 квітня 2008 року.
| #   | Назва                           | Тривалість |
| --- | ------------------------------- | ---------- |
| 1.  | «Half-Truism»                   | 3:26       |
| 2.  | «Trust In You»                  | 3:09       |
| 3.  | «You're Gonna Go Far, Kid»      | 2:57       |
| 4.  | «Hammerhead»                    | 4:38       |
| 5.  | «A Lot Like Me»                 | 4:28       |
| 6.  | «Takes Me Nowhere»              | 2:59       |
| 7.  | «Kristy, Are You Doing Okay?»   | 3:41       |
| 8.  | «Nothingtown»                   | 3:29       |
| 9.  | «Stuff Is Messed Up»            | 3:33       |
| 10. | «Fix You»                       | 4:18       |
| 11. | «Let's Hear It For Rock Bottom» | 4:04       |
| 12. | «Rise And Fall»                 | 2:59       |

| Японський реліз | Японський реліз | Японський реліз |
| #               | Назва           | Тривалість      |
| --------------- | --------------- | --------------- |
| 13.             | «O.C. Life»     | 2:53            |

## Члени гурту
- Декстер Голланд — вокал, гітара
- Кевін «Нудлз» Вассерман — гітара, вокал
- Ґреґ Крісел — бас-гітара, вокал
- Джош Фріз — ударні